# Блахница
Блахница (рум. Blahnița) је река на југозападу Румуније и лева је притока Дунава. Дужина реке износи 56 километара а површина слива је 555 km².

## Карактеристике
Блахница тече 41 километар кроз равничарске крајеве те представља равничарску реку. Извире код села Штефан Одоблежа на надморској висини од 238 м и тече ка југу пролазећи кроз села Извору Анештилор, Петриш, Ливезиле и Рогова. Код села Николаје Балческу мења правац ка западу и протиче кроз села Патулеле и Балта Верде. Улива се у Дунав, тачније у његов рукавац Дунареа Мика (Мали Дунав) западно од села Балта Верде на висини од 32 метара.
После бујичних киша, проток воде се може значајно повећати и довести до поплава. Од притока најважније су леве притоке, Пороиница и Оревица. У сливу Блахнице налазе се бројна мочварна подручја од којих се издвајају Ротунда, Бикура као и мочварно подручје узводно од Рогове.